# Claas

Claas logo.

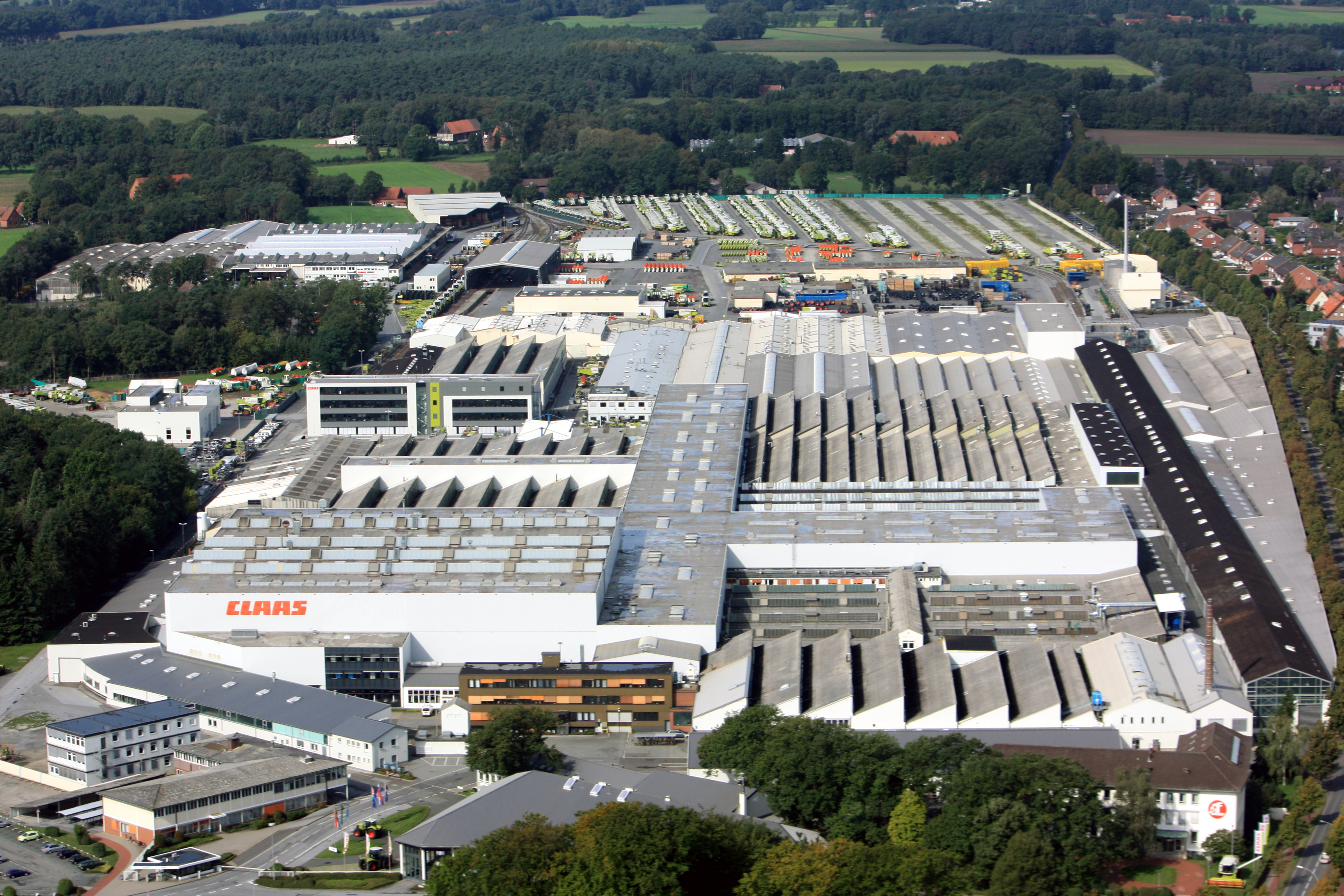
Produktionsanläggningen i Harsewinkel.

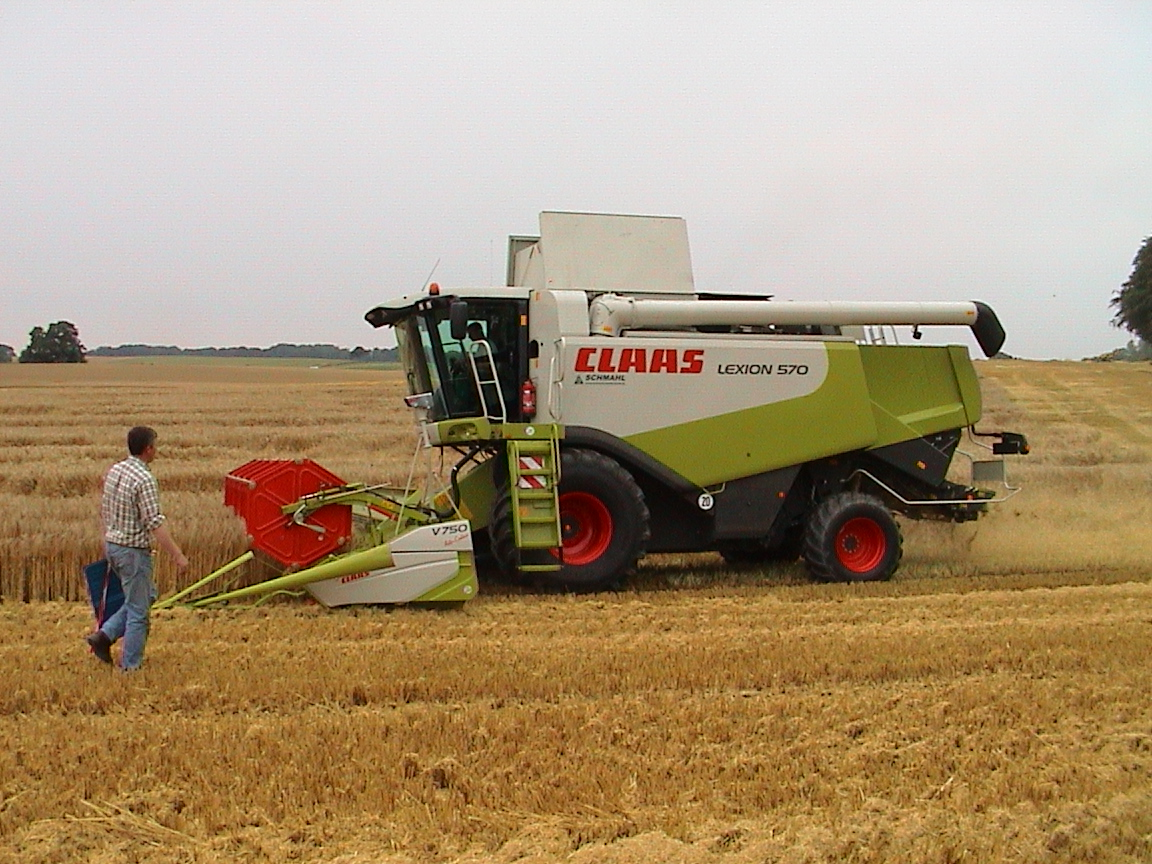
Claas Lexion 570 skördetröska

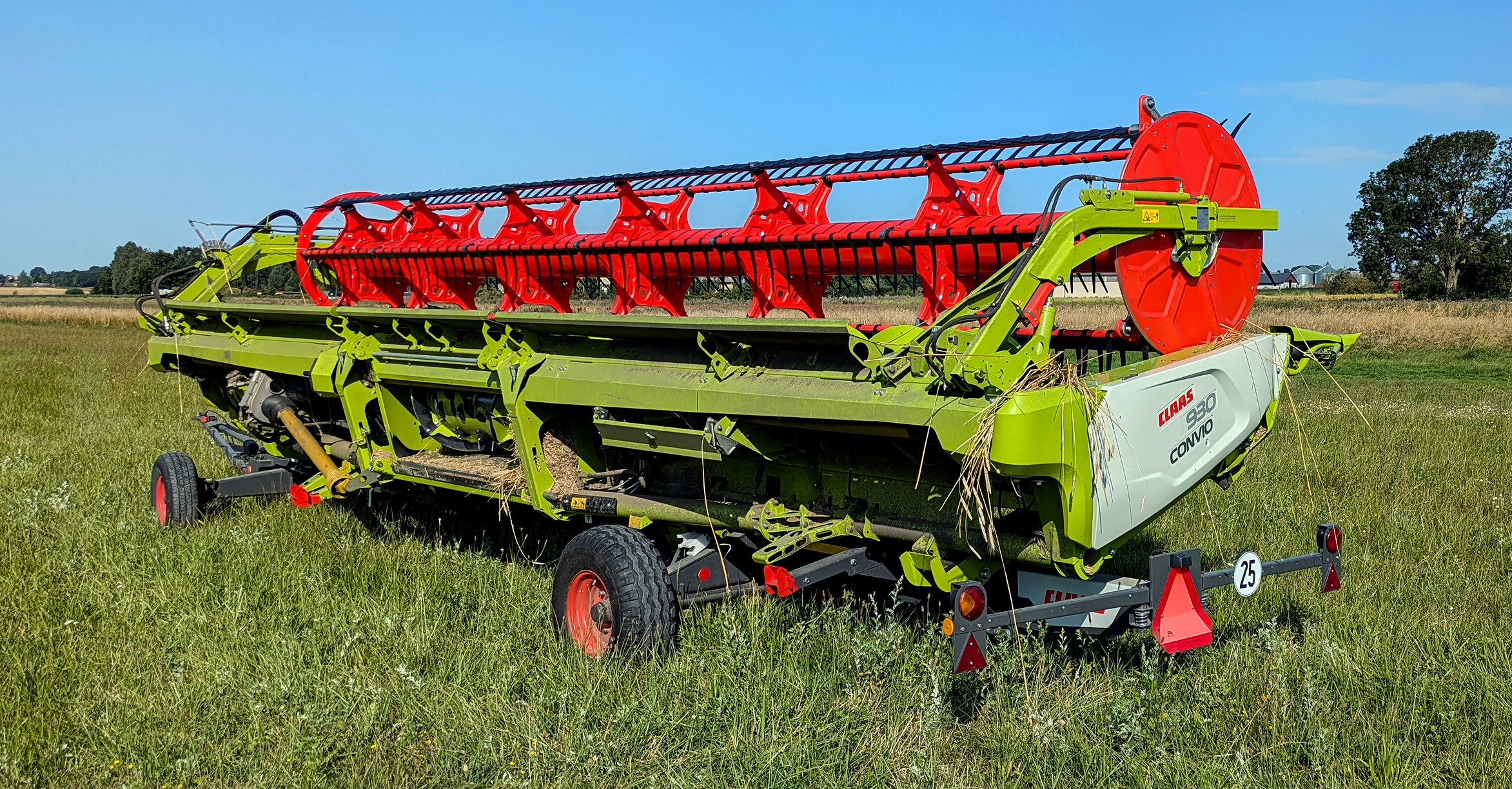
Ett skärbord Claas 930 Convio på en transportvagn.

Claas, (även benämnt som CLAAS) är en tysk tillverkare av skördetröskor och andra jordbruksmaskiner för framför allt vallhantering, med säte och huvudfabrik belägen i Harsewinkel, Nordrhein-Westfalen i Tyskland.
Claas är en ledande europeisk tillverkare av skördetröskor och dess produkter säljs över hela världen.

## Historia
Claas grundades 1913 av August Claas. Under 1930-talet började företaget utveckla skördetröskor och lanserade 1936 den första skördetröskan som byggts efter europeiska förhållanden.
2003 köpte Claas upp Renaults jordbruksdivision Renault Agriculture och fick därmed in traktortillverkning i företaget och växte kraftigt i antalet anställda och produktion. Claas är ett familjeägt företag och har över 11 000 medarbetare runtom i världen.

## Galleri
- Drönavideo av skördetröska CLAAS Tucano 430 från 2022.

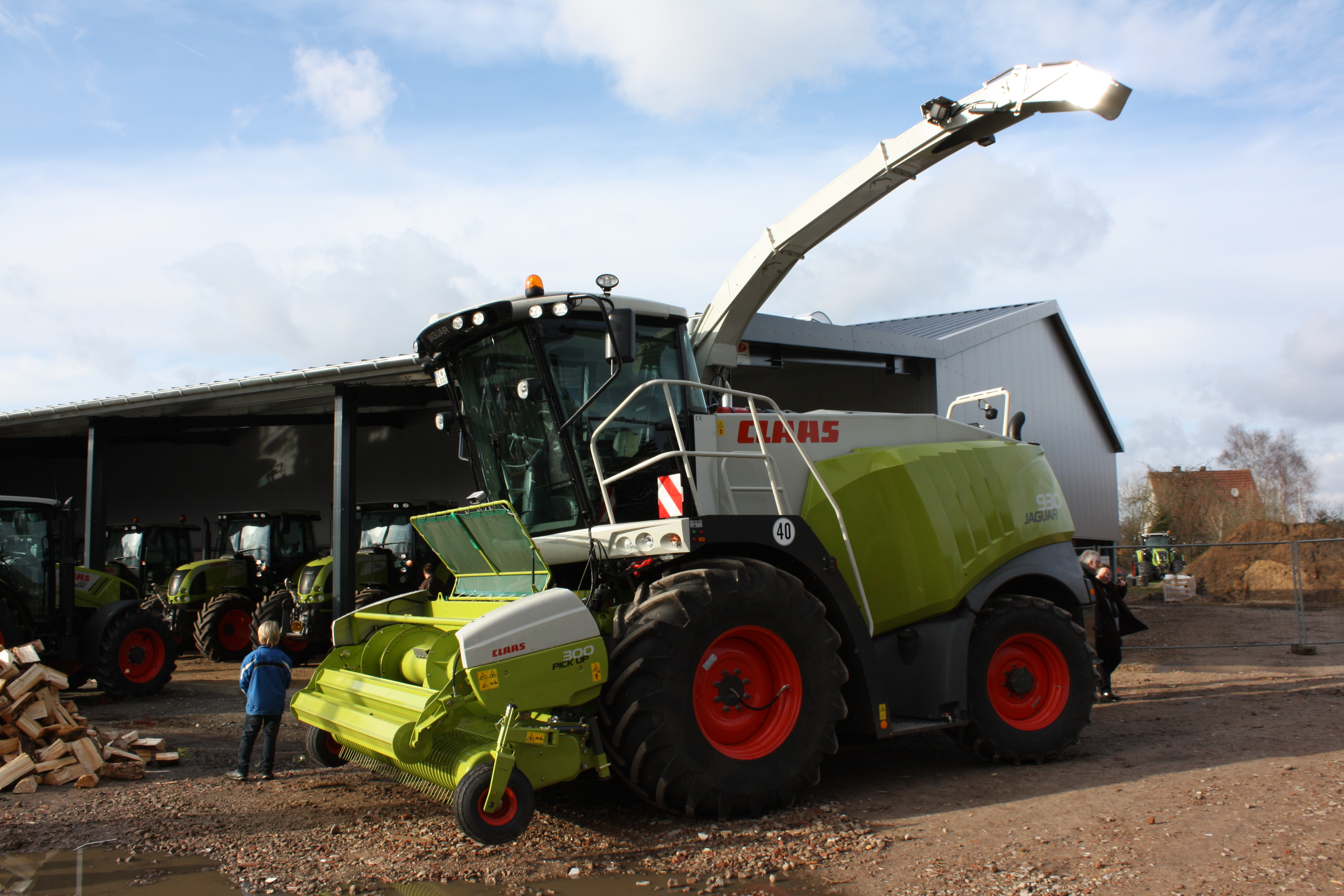
Claas Jaguar 930 fälthack.
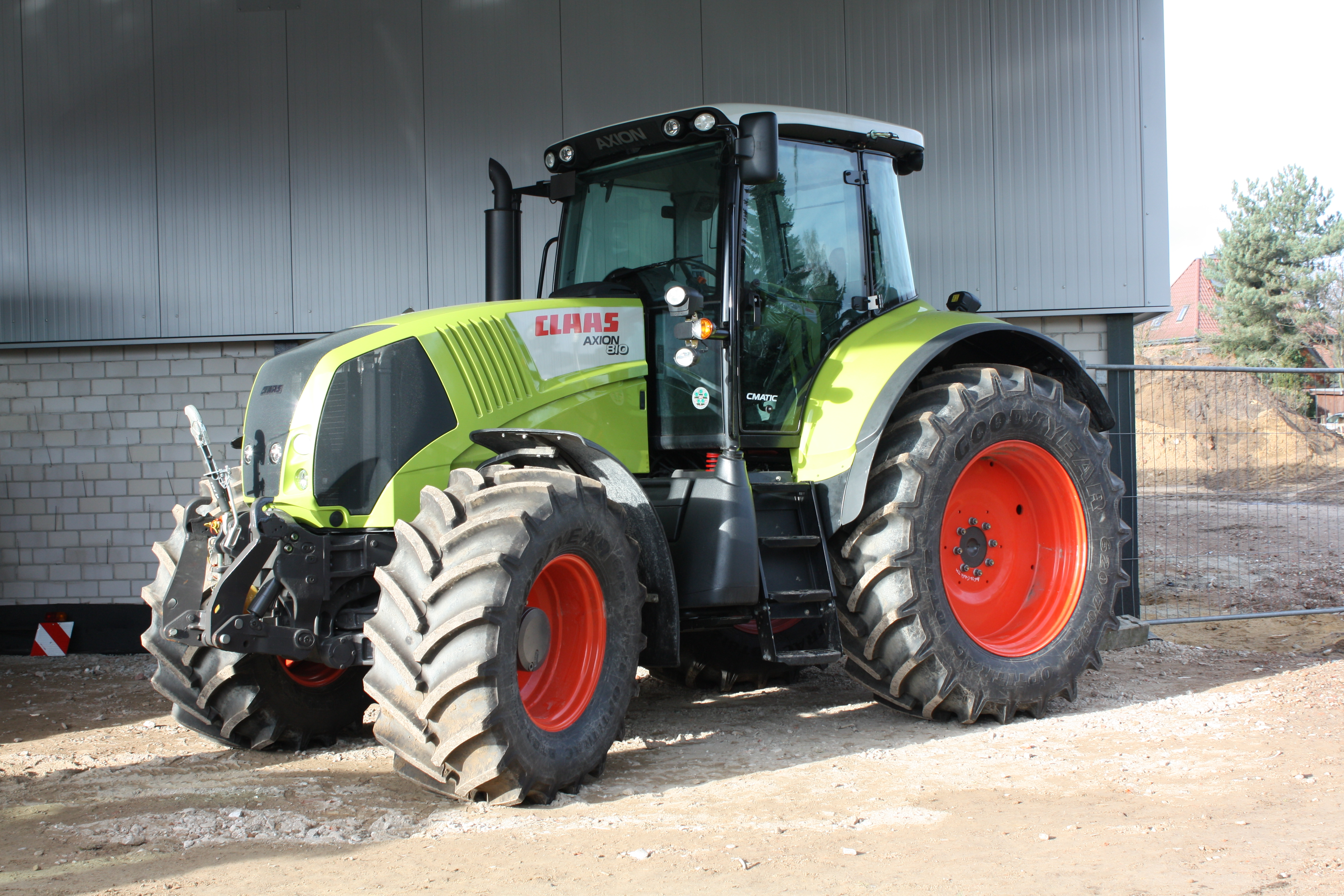
Claas Axion 810 traktor.

## Produktionsorter

### Frankrike
- Le Mans
- Metz
- Woippy

### Tyskland
- Bad Saulgau
- Beelen
- Bielefeld
- Harsewinkel
- Paderborn

### Ungern
- Törökszentmiklos

### USA
- Omaha